# Port lotniczy Playa de Oro
Port lotniczy Playa de Oro (IATA: ZLO, ICAO: MMZO) – port lotniczy położony w Manzanillo, w stanie Colima, w Meksyku.

## Linie lotnicze i połączenia
- Aeromar (Meksyk)
- Air Transat (Toronto-Pearson) [sezonowo]
- Air Transat obsługiwany przez WestJet (Calgary, Vancouver) [sezonowo]
- Alaska Airlines (Los Angeles)
- CanJet (Montréal-Trudeau) [sezonowo]
- Continental Express obsługiwany przez ExpressJet Airlines (Houston-Intercontinental)
- Delta Air Lines (Minneapolis/St. Paul) [sezonowo]
- Magnicharters (Meksyk, Monterrey)
- US Airways (Phoenix)